# Фирлей (род)
Фирлей герба Леварт — ныне уже вымерший, но с XV по XVIII в. известный дворянский род в Польше. По сведениям польского генеалога и геральдиста Каспера Несецкого, родоначальником Фирлеев был франконец Остафий (Ostafi), выехавший в Польшу при Владиславе Локотке, в 1317 году. 
Более известны:
- Миколай (†1526), воевода и великий гетман коронный
  - Пётр († 1 ноября 1553), воевода русский
    - Ян (1521—1574), воевода и великий маршалок коронный
      - Миколай († 1599/1601), воевода краковский
        - Миколай (1578—1635), воевода сандомирский
          - Збигнев (1613—1649), староста любельский
          - Генрик († ок. 1640), ксендз
          - Станислав († после 1635)
          - Ян († после 1635)
          - Анджей († 1661), каштелян любельский

        - Ян  († 1641), староста вольбромский

      - Анджей († 1609), каштелян радомский
        - Ян († 1635/1645), староста смидинский
        - Анджей (ок. 1586—1649), воевода сандомирский

      - Ян († 1701), каштелян саноцкий
        - Анджэй (1683—1719), каштелян каменецкий

      - Пётр († 1619), воевода любельский
        - Ян, ксендз
        - Станислав (1600—1634)
        - Пётр (1601—1650), каштелян каменецкий
        - Николай (1605—1640), ротмистр королевский

      - Генрик (1574—1626), примас Польши

    - Миколай (1531—1588), воевода люблинский
    - Анджей (1537—1585), каштелян люблинский
      - Феликс († 1576)

  - Миколай († 1519)

Род Фирлеев прекратился в 1730 г., но ещё раньше этого он потерял всякое значение.